# Hipolita (strip)
Hipolita je epizoda Dilan Doga objavljena u Srbiji premijerno u svesci #177 u izdanju Veselog četvrtka. Koštala je 270 din (2,3 €; 2,7 $). Imala je 94 strane. Na kioscima u Srbiji se pojavila 2. septembra 2021. Na prodavnicama štampe u Beogradu pojavila se nekoliko dana ranije.

## Originalna epizoda
Originalna epizoda pod nazivom Hyppolita objavljena je premijerno u #386 regularne edicije Dilana Doga u Italiji u izdanju Bonelija. Izašla je 27.10.2018. Naslovnu stranicu je nacrtao Điđi Kavenađo. Scenario je napisao Đankarlo Markano, a nacrtali Pjero Dalanjol i Frančesko Katani. Koštala je 4,4 €.

## Kratak sadržaj
Policija istražuje seriju brutalnih ubistava. Ubica je dobio neformalni nadimak Baštovan. Kod Dilana Doga u posetu dolazi starija žena pod imenom Hipolita. Mladost je provela u Magdaleninim večernicama. Tamo je sa 16 godina rodila sina koji joj je oduzet u ranoj mladosti i predat boljestojećoj porodici na usvajanje. Ona tvrdi da je njen sin Baštovan.

## Prethodna i naredna epizoda
Prethodna sveska nosila je naslov Izgubićeš glavu (#176), a naredna Neka vlada haos! (#178).